# Anisophyllea apetala
Anisophyllea apetala là một loài thực vật]] thuộc họ Anisophylleaceae. Đây là loài đặc hữu của Malaysia. Chúng hiện đang bị đe dọa vì mất môi trường sống.